# Figularia gemina
Figularia gemina är en mossdjursart som beskrevs av Tilbrook 2006. Figularia gemina ingår i släktet Figularia och familjen Cribrilinidae. Inga underarter finns listade i Catalogue of Life.